# 東方醬料
東方醬料股份有限公司（株式会社オリエンタル）是日本最普遍的咖喱、辛辣等製造及醬料之一，總部位於日本愛知縣名古屋市。

## 歷史
- 1945年11月、名古屋市中村区椿町的創辦人星野益一郎，自設「東方牌即食咖喱」的製造開始。
- 1953年1月、以150萬日圓更名為「株式会社オリエンタル」（東方醬料股份有限公司）。
- 1962年、創立「東方牌瑪氏咖喱」產品。
- 1969年、「東方牌特級咖喱」的日本喜劇之王南利明首次出演。

## 主要品牌（2007年至今天）
- 東方牌即食咖喱
- 東方牌瑪氏咖喱
- 東方牌餐飲用即食咖喱
- 東方牌特級咖喱

## 辦事處
總部
- 名古屋市中村区亀島2-20-29

## 相關連結
- oriental-curry.co.jp （页面存档备份，存于）